# 銃声 LAST DROP OF BLOOD
『銃声 LAST DROP OF BLOOD』（じゅうせい ラスト ドロップ オブ ブラッド）は、2003年6月14日に公開された日本の映画。

## キャスト
- 萩原正一：石橋貴明（とんねるず）
- 萩原京子：高島礼子
- 佐久間修司：保坂尚輝
- 佐久間瞳：さとう珠緒
- 江村隆：柏原収史
- 松平和人：上田耕一
- 中田仁：大和武士
- 雀荘店主：小日向文世
- 清掃員・吉沢：松重豊
- 本山稔：ガッツ石松
- 鳩田：石橋蓮司
- 浜崎署部長：宇津井健（特別出演）
- 島津良平：鶴見辰吾
- 真崎佐吉：寺田農
- 左足を引き摺る男：木梨憲武（とんねるず）
- 鶴岡刑事：蟹江敬三
- 小田中天道：松村達雄

## スタッフ
- 企画・原案・脚本・監督：秋元康
- 製作：石田雄治、椋樹弘尚、磯野久美子
- 撮影：柳島克巳
- 美術：金田克美
- 音楽：後藤次利
- 照明：渡邊孝一
- 配給：ザナドゥー